# Chi2 Fornacis
Chi2 Fornacis är en orange jätte i Ugnens stjärnbild. Den går även under beteckningen HD 21574.
Stjärnan har visuell magnitud +5,70 och är knappt synlig för blotta ögat vid god seeing.